# Quadrastichus elachistus
Quadrastichus elachistus är en stekelart som beskrevs av Graham 1991. Quadrastichus elachistus ingår i släktet Quadrastichus och familjen finglanssteklar.
Artens utbredningsområde är Spanien. Inga underarter finns listade i Catalogue of Life.